# Museu Casa de Benjamin Constant
O Museu Casa de Benjamin Constant é uma das unidades museológicas do Instituto Brasileiro de Museus (Ibram), Ministério da Cultura. Está localizado no bairro de Santa Teresa, Rio de Janeiro e foi inaugurado em 18 de outubro de 1982 na casa onde residiu Benjamin Constant Botelho de Magalhães (Niterói, 10 de fevereiro de 1837 - Rio de Janeiro, 22 de janeiro de 1891), professor de matemática, engenheiro e militar. Trata-se de uma chácara típica do século XIX, com casa em estilo neoclássico, extenso jardim e caramanchão. Seu acervo consiste de objetos, obras de arte, indumentária e mobiliário dos séculos XIX e XX. Conta, também, com biblioteca e arquivo histórico que preservam livros raros, documentos manuscritos e impressos dos períodos imperial e republicano, correspondência do patrono e familiares e coleções de imagens com exemplares de todos os processos fotográficos já existentes, como o daguerreótipo.
Como museu casa, testemunha o ambiente familiar e os modos de vida do século XIX, além de divulgar a vida e a obra de seu patrono através de seu acervo e ações educativas. Sua área verde integra a Área de Proteção Ambiental (APA) de Santa Teresa.
O museu encontra-se temporariamente fechado para restauração.

## História

### Antecedentes
Com o falecimento de Benjamin Constant, em 22 de janeiro de 1891, o governo provisório da República adquiriu a chácara pelo valor de 100 contos de réis, pagos ao proprietário Antônio Moreira dos Santos Costa, transformando-a em próprio nacional. A compra foi feita em obediência ao artigo 8º das disposições transitórias da Constituição de 1891, a primeira da era republicana, que diz: “O Governo federal adquirirá para a Nação a casa em que faleceu o Doutor Benjamin Constant Botelho de Magalhães e nela mandará colocar uma lápide em homenagem à memória do grande patriota - o fundador da República”. A transação foi autorizada pelo decreto legislativo nº 6 de 29 de agosto de 1891. A constituição reconheceu, ainda, o título de Fundador da República a Benjamin Constant, coroando o que o historiador Renato Lemos chamou de entronização no panteão de heróis nacionais. A casa passou a usufruto da viúva Maria Joaquina Botelho de Magalhães e dos filhos do casal. Maria Joaquina foi a primeira guardiã da memória do falecido marido. Inventariou e organizou os bens, documentos e objetos de trabalho de Benjamin.
Em 1958, a filha mais nova do casal, Aracy Botelho de Magalhães, ainda usufruía da casa, mas pelo mau estado do prédio e pelas más condições de sua saúde, deixa o imóvel. Assim, o General Pery Constant Bevilaqua, neto de Benjamin, encaminhou  ao Serviço do Patrimônio Histórico e Artístico Nacional (SPHAN) uma solicitação de tombamento e teve parecer favorável do então funcionário do órgão Carlos Drummond de Andrade. A partir dessa data, a chácara passou por várias intervenções de restauro, enquanto os documentos, mobiliário e objetos de Benjamin eram doados ao SPHAN para catalogação.
Na década de 1970, coube à museóloga Hercília Canosa Viana a tarefa de pesquisa e organização do museu, contando com a colaboração de netos do patrono, Benjamin Constant Fraenkel e General Pery Constant Bevilaqua.
Após 7 anos de intensos trabalhos, o museu abriu as portas ao público em 18 de outubro de 1982, durante a vigência da Fundação Pró-Memória, um órgão que atuou junto ao SPHAN entre 1979 e 1990.

### A data de inauguração
A museóloga Hercília Canosa Vianna escolheu a data de 18 de outubro para inaugurar o museu em razão do seu simbolismo. Nesta mesma data, no ano de 1849, Benjamin Constant tentara o suicídio por causa de intensa tristeza pela morte de seu pai, Leopoldo Henrique Botelho de Magalhães. Depois de atirar-se num rio na cidade flumiense de Magé, Benjamin, que contava apenas 12 anos de idade, foi resgatado por uma lavadeira escrava da região. Passou, assim, a comemorar simbolicamente o 18 de outubro como seu aniversário, como uma espécie de renascimento. A historiografia esclareceu o fato, reconhecendo que o corrido acabou induzindo historiadores e biógrafos a erros, já que se basearam na data do salvamento e não na data real do nascimento (10 de fevereiro de 1837). Portanto, o Museu Casa de Benjamin Constant relembra a cada 18 de outubro não só a data da sua criação, mas também esse episódio marcante da vida de seu patrono.

### O museu e os órgãos de patrimônio
O museu ficou sob a administração da Fundação Pró-Memória até 1990. Com a extinção desta, passou para o Instituto Brasileiro do Patrimônio Cultural (IBPC), que foi o responsável pelos museus e outros assuntos culturais até 1994, quando retomou o nome IPHAN. A partir desse ano, os museus administrados pelo governo federal passaram a se submeter unicamente ao IPHAN, que tinha um Departamento de Museus (DEMU). Em 2009, o DEMU deu lugar ao Instituto Brasileiro de Museus (Ibram), uma autarquia vinculada ao Ministério da Cultura criada pela Lei 11.906. Além do Museu Casa de Benjamin Constant, o Ibram administra outros 29 museus e é responsável pela promoção de políticas públicas para o campo museal brasileiro.

### Mulheres na direção
Desde sua criação, o Museu Casa de Benjamin Constant foi sempre dirigido por mulheres:
- Hercília Canosa Vianna (1982-1992)
- Isolete Silva (1993-1994)
- Mônica Costa (1995-1998)
- Vânia Dolores Brandão (1998-1999)
- Fátima Beviláqua (1999-2008)
- Elaine de Souza Carrilho (2008-atual)

## A chácara e o bairro
No século XVII, a região onde a chácara está situada chamava-se morro de Nossa Senhora do Desterro. Depois foi rebatizada de Santa Teresa, em função do convento com o mesmo nome, construído em 1750 a mando do Governador Gomes Freire de Andrade. Santa Teresa era um bairro de chácaras das classes abastadas do Rio de Janeiro, residencial, porém rural. Nessas chácaras, criavam-se animais e plantavam-se víveres. Não raro, Santa Teresa era procurada por aqueles que buscavam um lugar mais saudável para morar, motivo que levou o próprio Benjamin Constant a residir no bairro.
Os acessos eram poucos, nos séculos XVII e XVIII. Apenas no século XIX, quando algumas propriedades foram desmembradas, é que se abriram ruas e vias em Santa Teresa. Nesse tempo, o transporte era feito através de liteiras, em ombros de escravos, ou veículos de tração animal. No II Reinado, em 1856, o Governo Imperial autorizou a instalação de bondes de tração animal, que circulavam sobre trilhos de ferro. Esse transporte começa a funcionar mesmo em 1859 e, no final do século XIX, passaram a conviver com os bondes elétricos do bairro.
A casa da chácara onde viveria Benjamin foi construída por volta de 1860, em estilo neoclássico, com jardim, caramanchão e porão. O primeiro proprietário chamava-se Antônio Moreira dos Santos Costa. As casas de chácara situavam-se em torno do núcleo urbano e contavam, muitas vezes, com senzala, jardim, horta, pomar, chiqueiro, estrebaria, cocheira e abastecimento próprio de água. Eram mais confortáveis que os sobrados urbanos e, por isso, preferidas pelas classes mais abastadas. A planta da casa histórica do museu tem forma de U, com pátio interno para o qual se abrem várias portas e janelas, e 14 cômodos: hall de entrada, escritório, sala de visita, corredor, hall interno, quarto da moça, quarto do rapaz, sala de costura, quarto do casal, sala de jantar, copa, banheiro, cozinha e despensa. A fachada é frontal, diretamente aberta sobre a calçada, exceto nas duas entradas, que apresentam pátio de acesso com gradil de ferro. No interior, apresenta assoalho de madeira e mobiliário em madeira e ferro.

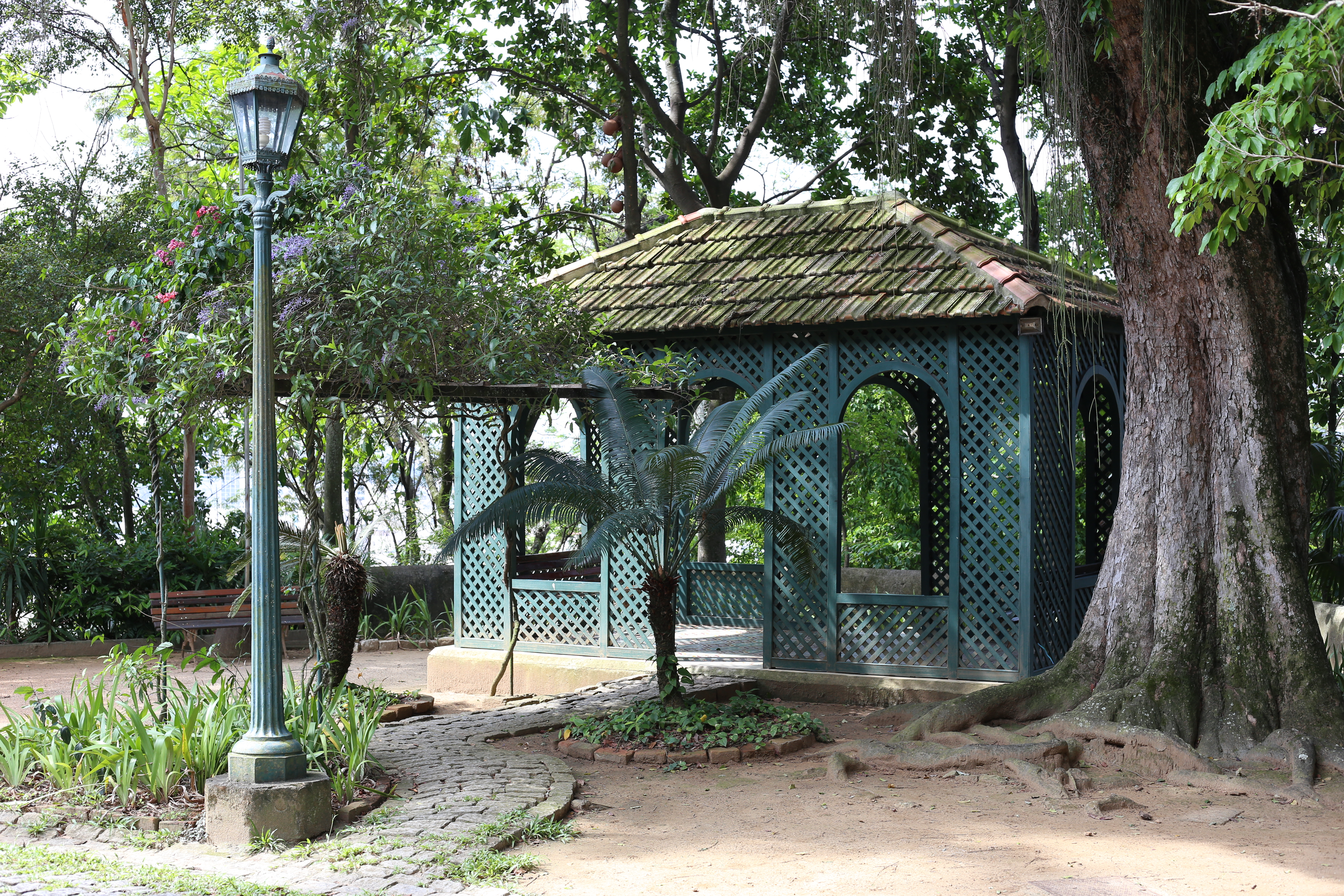
Caramanchão no jardim do Museu Casa de Benjamin Constant. Rio de Janeiro.

Entre 1906 e 1921 foi edificada a segunda casa da chácara, em estilo eclético, para moradia de uma das filhas de Benjamin, Bernardina de Magalhães Serejo, e seu marido João de Albuquerque Serejo. Nesta casa funcionam atualmente os setores técnicos e administrativos do museu, além do arquivo histórico.
O parque do museu possui aproximadamente 12.000 m² de terreno em declive, demarcado por muros e gradis de ferro em seus limites com as ruas Monte Alegre, Ladeira do Castro e Triunfo. O terreno outrora desmatado foi reflorestado na década de 1980 com apoio da FEEMA, que plantou cerca de mil árvores da mata atlântica brasileira. Desde o ano de 1985 o terreno integra a Área de Proteção Ambiental – APA do bairro de Santa Teresa, criada pela Lei Municipal nº 495, de 09 de janeiro de 1984 e regulamentada pelo Decreto nº 5.050 de 23 de abril de 1985.

## A exposição
A exposição de longa duração do museu mantém, em parte, a configuração da casa tal como era ocupada ao final do século XIX. Boa parte do mobiliário exposto pertencia a Benjamin Constant e foi usado pela família até meados do século seguinte. A exposição conta, também, com objetos e móveis de época que enriquecem o acervo, mas que não pertenceram a família. O objetivo da exposição é aproximar os visitantes dos modos de vida, do ambiente doméstico e do cotidiano familiar da família que ali residiu, servindo também como exemplo para os modos de viver em geral, do fim do século XIX e primeiras décadas do XX.
O circuito expositivo apresenta escritório com biblioteca e material de trabalho, sala de visitas com pinturas e móveis, quartos com camas de ferro e armários em madeira, quarto de costura, sala de jantar com mesa retrátil e louças finas, banheiro com banheira esculpida em mármore, chuveiro em balança e um curioso afiador de navalhas, e cozinha com fogão a lenha. Além destes objetos, destacam-se: a farda e a espada do 15 de novembro de 1889; uma edição de luxo da Síntese Subjetiva de Augusto Comte; uma rede indígena em arte plumária oferecida à família pelo Marechal Cândido Rondon (que fora aluno de Benjamin); o quadro A Proclamação da República, de Oscar Pereira da Silva.

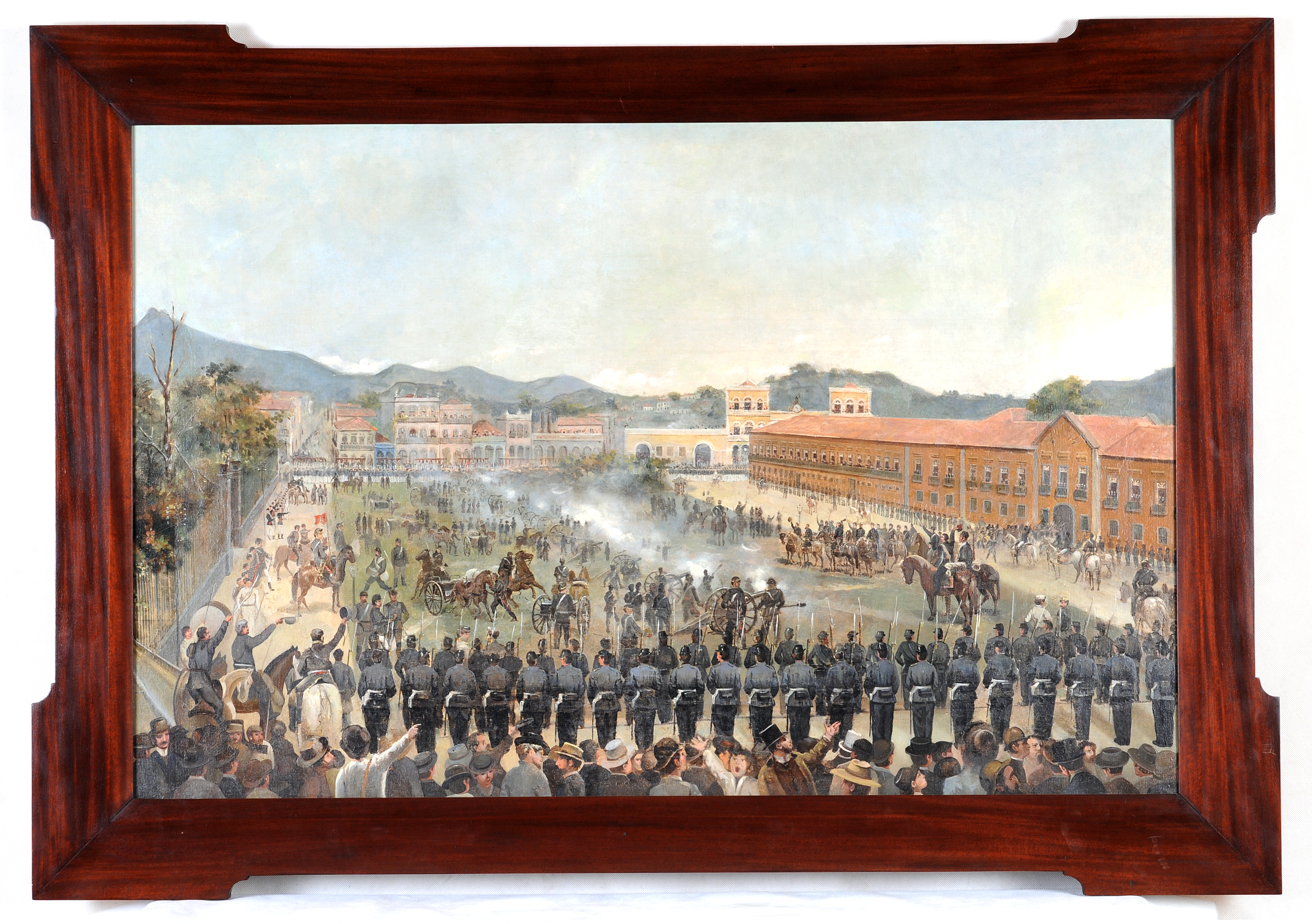
A Proclamação da República. Pintura de Oscar Pereira da Silva. Ca. 1890.

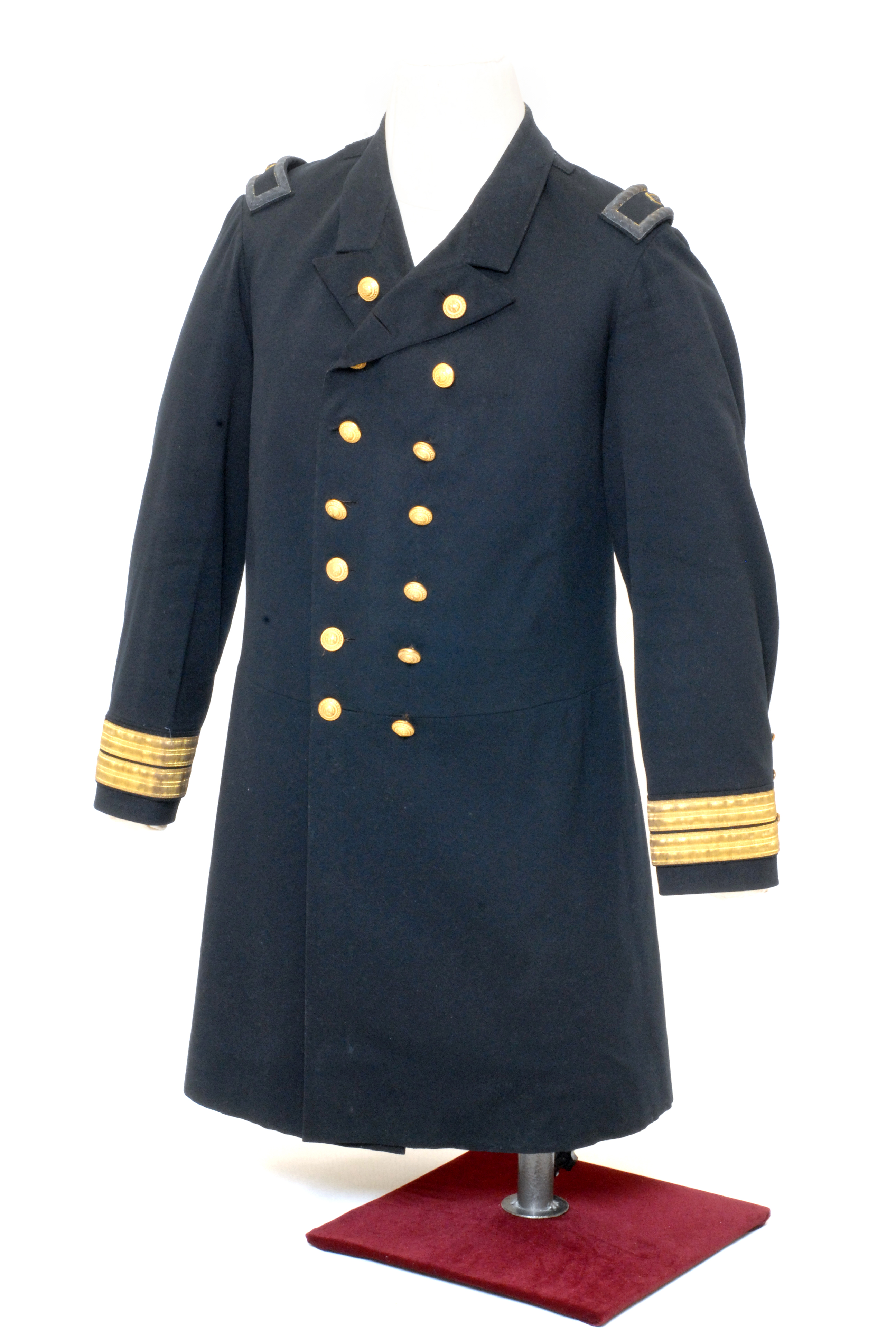
Farda de Tenente-Coronel usada por Benjamin Constant na Proclamação da República (15 de novembro de 1889).

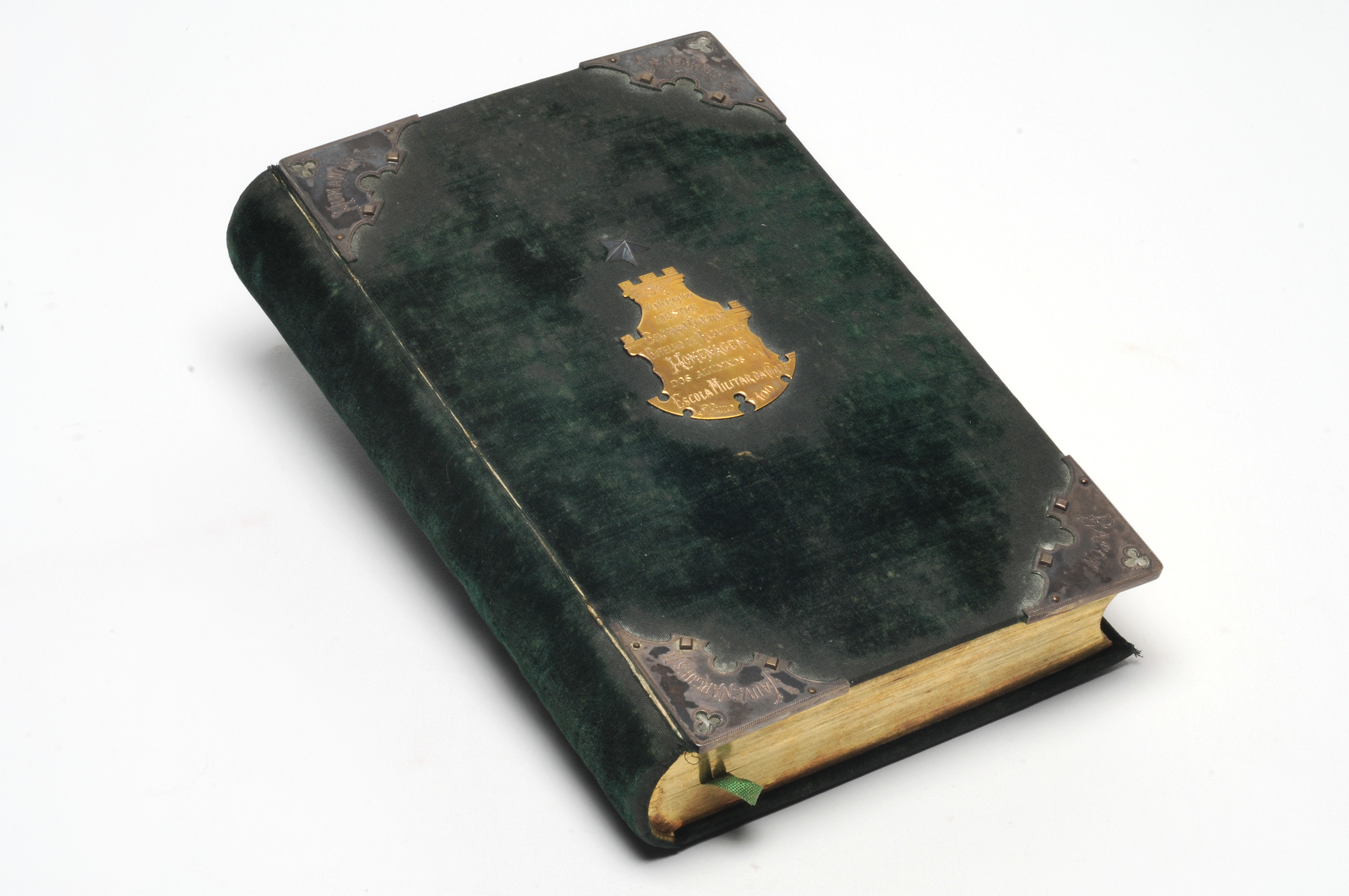
Síntese Subjetiva (Synthese Subjective), de Augusto Comte. Edição especial oferecida a Benjamin Constant pelos alunos da Escola Militar.

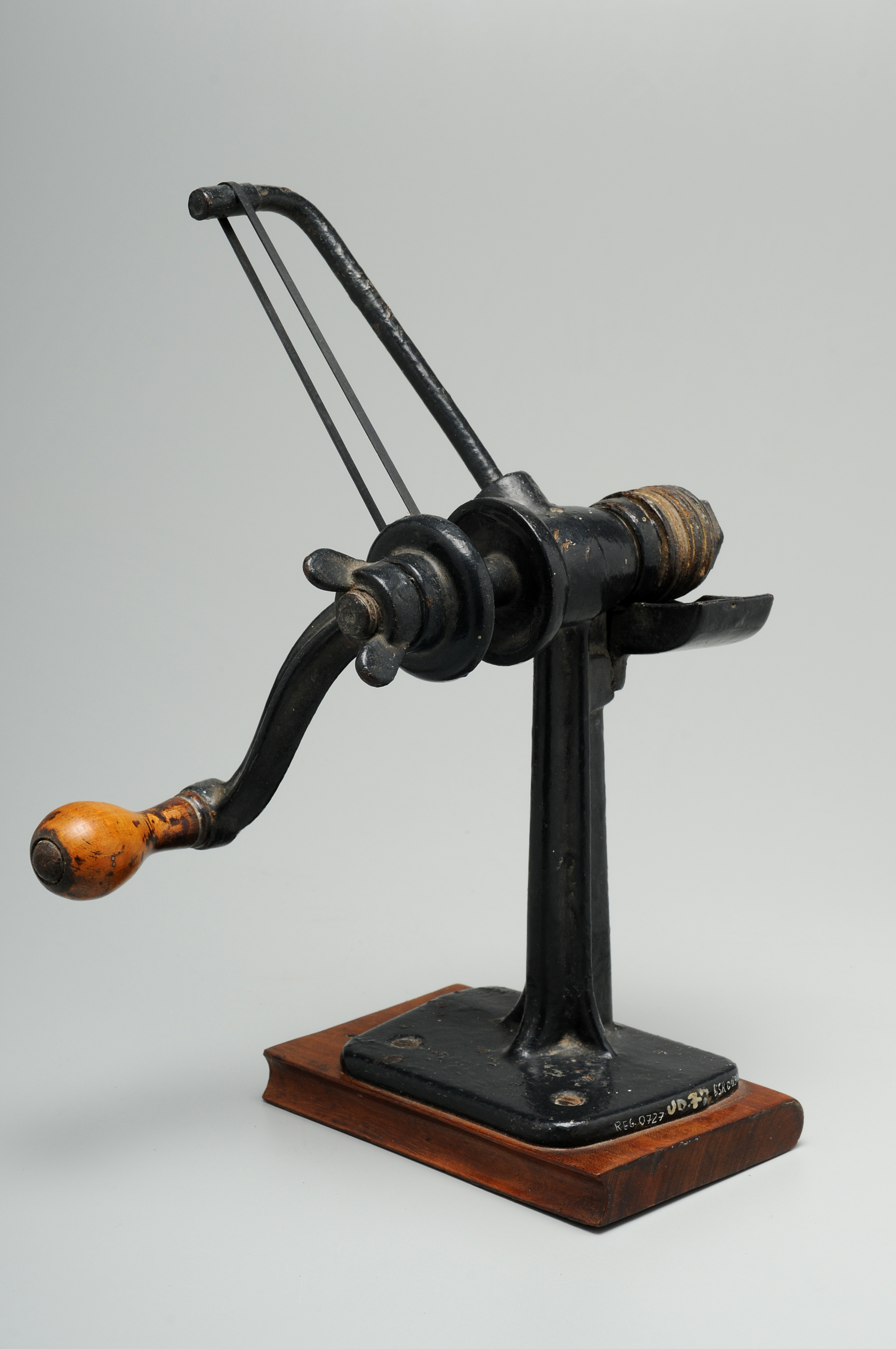
Antigo afiador de navalhas, que pertenceu a Benjamin Constant Botelho de Magalhães.

## Acervo
O acervo do museu inclui bens móveis, imóveis e naturais, pois engloba tanto o prédio como os documentos, objetos e a área verde. O acervo considerado histórico é composto pelas coleções museológicas, arquivísticas e bibliográficas.

### Acervo museológico[14][15][3]
As primeiras peças do acervo museológico foram doadas logo após o tombamento da casa, entre 1958 e 1961 (ano em que findou o usufruto à família, com o falecimento de Aracy Botelho de Magalhães, filha mais nova de Benjamin). Esta coleção é formada por mobiliário, indumentária, louças, bustos, medalhas, moedas, entre outros objetos de uso pessoal e cotidiano de famílias do século XIX e princípio do XX.

### Arquivo Histórico e Biblioteca[3][14][15][4]
O arquivo histórico conta com 27.000 documentos e 4.162 fotografias, entre as quais se acham exemplares de todos os processos fotográficos de produção de imagens, desde o daguerreótipo até a gelatina de prata.
O arquivo histórico é dividido em 5 fundos: Benjamin Constant; Família Benjamin Constant; José Bevilaqua; Pery Constant Bevilaqua; Agliberto Xavier.

#### Coleções Fotográficas
As coleções fotográficas são formadas por daguerreótipos, carté-de-visite, carte-cabinet e outros formatos fotográficos. Boa parte das fotografias são imagens de estúdio do século XIX, quando era comum que a pose solitária ou em grupo buscasse uma projeção social através da imagem fotográfica. Há também séries temáticas como as fotografias da Guerra do Chaco, na quall Pery Constant Bevilaqua atuou como adido militar na década de 1930.

#### Fundo Benjamin Constant
A coleção de documentos referentes à vida e à obra de Benjamin Constant versa sobre temas como ensino público, positivismo, República, matemática, , dentre outros, com destaque para os Pactos de Sangue (adesões de militares e civis a Benjamin Constant durante o golpe contra a monarquia) e as cartas da Guerra do Paraguai, escritas por Benjamin Constant.

#### Fundo Família Benjamin Constant
Majoritariamente composto por correspondências, é um conjunto de documentos importantes para o estudo do cotidiano e da vida privada no século XIX e XX. Contempla, também, as temáticas da República e da memória póstuma de Benjamin Constant.

#### Fundo Pery Constant Bevilaqua
Conjunto mais extenso do arquivo histórico, este fundo de documentos versa sobre militarismo, ditadura militar, Superior Tribunal Militar, processos de habeas corpus durante o regime militar, Guerra do Chaco, políticas do petróleo no Brasil, dentre outros.

#### Fundo José Beviláqua
Este conjunto é, na sua maior parte, composto de correspondência familiar e profissional de José Bevilaqua, aluno e genro de Benjamin que atuou no governo provisório da República.

#### Fundo Agliberto Xavier
Ex-aluno de Benjamin Constant, Agliberto Xavier foi um positivista que se esforçou para consolidar e propagar postumamente a memória do professor. Seus documentos contemplam o positivismo, história da proclamação da República e política.

#### Biblioteca
A biblioteca do museu engloba os livros raros de Benjamin Constant, a coleção de Pery Constant Bevilaqua e o acervo institucional do museu. Temas como história, militarismo, positivismo, matemática, biologia, química, física,  preservação do patrimônio, museus e museologia, dentre outros, estão representados no conjunto.

## Projetos educativos e culturais
O Museu Casa de Benjamin Constant foi marcado pelos saraus musicais da década de 1980 e 1990. Artistas como Turíbio Santos e Clara Sverner e grupos como Galo Preto colaboraram com a cena musical de Santa Teresa, alegrando as noites do museu.
Sustentabilidade também faz parte da agenda do museu desde seus primeiros anos. Hortas comunitárias, produção de mudas nativas, feiras orgânicas e encontros de troca de sementes da estação marcam a história da instituição.
Um dos projetos educativo-culturais de destaque da instituição é o Circuito Sítios Históricos da República, realizado em parceria com o Museu da República. O projeto mapeia os sítios históricos da proclamação e da consolidação da República, no Rio de Janeiro, promovendo visitas mediadas aos locais.